# Bombom
《bombom》은 2006년 2월 14일에 발매된 델리스파이스의 여섯 번째 정규 앨범이다. 총 12곡이 수록되어 있고, 타이틀 곡은 "Missing you"이다.

## 수록곡
1. 시아누크빌
2. 나의 왼발
3. Missing you
4. 로렐라이
5. 꽃잎 날리는 길에 따라
6. 봄봄
7. 바다에 던져버린 이름들
8. 붉은 미래
9. 9월
10. 네이팜처럼 차가웁게
11. Freedom of speech and Expression
12. 어느 오후